# Programa de los diez puntos
El Programa de los diez puntos es una propuesta hecha en 1974 por Yasser Arafat, el entonces presidente de la Organización para la Liberación de Palestina, donde declara que esta organización lucha por establecer un Estado palestino en los territorios liberados de Israel por medio de luchas armadas o negociaciones. 

## Texto
Programa político adoptado en la XII sesión del Consejo Nacional Palestino en El
Cairo el 9 de junio de 1974.
Sobre la base de la Carta Nacional Palestina, del programa político aprobado en su XI sesión (6-12 de enero de 1967) y con la convicción de que es imposible establecer una paz duradera y justa en la zona si el pueblo palestino no recupera todos sus derechos nacionales y, en primer lugar, su derecho a retorno y a la autodeterminación en todo el territorio nacional y, por último, después de haber examinado las nuevas circunstancias políticas que acaecieron en la última sesión del Consejo Nacional Palestino, este resuelve que:
- 1. La OLP se reafirma en su posición previa con respecto a la resolución 242, la cual ignora los derechos nacionales de Israel y entiende su causa como un problema de refugiados. Por ello, el Consejo rechaza tener cualquier relación con esta resolución a cualquier nivel, tanto árabe como internacional, incluyendo el Consejo de Ginebra.

- 2. La OLP empleará todos los medios y, en primer lugar, la lucha armada, para liberar el territorio palestino y establecer una autoridad independiente, nacional y beligerante con Israel en cada parte del territorio palestino que sea liberado. Esto implica cambios en la relación de poderes en favor de nuestro pueblo y su lucha.

- 3. La OLP luchará contra todo proyecto de entidad palestina cuyo precio sea el reconocimiento del enemigo, la conciliación, las fronteras firmes, la renuncia de los derechos nacionales y la privación de los derechos de nuestro pueblo al retorno y a la autodeterminación en el territorio de su patria.

- 4. Cada paso para la liberación es una etapa hacia el logro del objetivo de la OLP de establecer un Estado democrático palestino como se ha especificado en las decisiones tomadas en las sesiones precedentes del Consejo Nacional Palestino.

- 5. La lucha continúa junto con las fuerzas nacionales jordanas, a fin de establecer un frente nacional jordano-palestino cuyo objetivo será el de instituir en Jordania una Autoridad Nacional democrática íntimamente ligada a la entidad palestina que se creará a través de nuestra lucha.

- 6. La OLP luchará por establecer unidad en la lucha entre los dos pueblos y entre todas las fuerzas del movimiento para la liberación árabe que estén de acuerdo con este programa.

- 7. Desde la fecha de este programa, la OLP luchará por reforzar la unidad nacional y alzarla al nivel donde será capaz de cumplir sus obligaciones.

- 8. Una vez establecida, la Autoridad Nacional Palestina reforzará la unión dentro los países de confrontación con el objeto de completar la liberación de todo el territorio palestino como un paso en el camino a la unidad árabe global.

- 9. La OLP lucha por reforzar su solidaridad con los países socialistas y con las fuerzas de liberación y progreso mundial, con el objeto de frustrar todos los esquemas del sionismo, reacción, e imperialismo.

- 10. Desde la fecha de este programa, la dirección de la revolución determinanará las tácticas que servirán y harán posible la realización de los objetivos.

El Comité Ejecutivo de la OLP podrá convocar una sesión extraordinaria del Consejo Nacional de Palestina en caso de que surja una situación que afecte al futuro y al destino del pueblo palestino.

## Importancia
El documento fue muy controvertido entre la OLP porque fue la primera indicación de que el grupo estaba dispuesto a negociar en términos pacíficos el conflicto árabe-israelí. Aunque el programa todavía llamaba a la lucha armada contra Israel y a la guerra para liberar todo el territorio de Palestina, los grupos izquierdistas y pacifistas israelíes tomaron el documento como un ejemplo de acuerdo palestino. Algunos miembros de la OLP que no estuvieron de acuerdo con el documento formaron el Frente Rechacista bajo el mando del Dr. George Habash, el jefe del FPLP. 
Por otra parte, el Programa ayudó a Arafat a obtener reconocimiento internacional. El 13 de noviembre de 1974, Arafat declaró desde la Asamblea General de las Naciones Unidas: "Vengo con el fusil de combatiente de la libertad en una mano y la rama de olivo en la otra. No dejen que la rama de olivo caiga de mi mano". Esta frase fue considerada como la primera vez que la OLP se abrió a la negociación. En el año 1988, Arafat proclamó un Estado palestino independiente y reconoció el derecho a la existencia de Israel. Esto último era condición fundamental impuesta por Estados Unidos para el reconocimiento de la OLP.